# Убе (село)
Убе (фр. Aubers) насеље је и општина у североисточној Француској у региону Север-Па д Кале, у департману Север која припада префектури Лил.
По подацима из 2011. године у општини је живело 1535 становника, а густина насељености је износила 151,38 становника/km². Општина се простире на површини од 10,14 km². Налази се на средњој надморској висини од 29 метара (максималној 41 m, а минималној 18 m).

## Демографија
| 1962. | 1968. | 1975. | 1982. | 1990. | 1999. | 2011. |
| ----- | ----- | ----- | ----- | ----- | ----- | ----- |
| 847   | 891   | 908   | 1.311 | 1.571 | 1.584 | 1.535 |

График промене броја становника у току последњих година